# HK Rodina Kirov
Rodina från Kirov är en rysk bandyklubb som spelar i den ryska superligan i bandy. Klubben bildades 1934. Klubben deltog i World Cup 2006, och gick till kvartsfinal.

## 2012/2013
Rodina Kirovs trupp säsongen 2012/2013:
- Tränare: Alexandr Savtjenko,  Ryssland

| Pos. | Nr | Spelare                  | Nationalitet       |
| ---- | -- | ------------------------ | ------------------ |
| MV   | 1  | Michail Lebedev          | Ryssland           |
| MV   | 20 | Maxim Sjakirov           | Ryssland           |
| MV   | 27 | Michail Shiljajev        | Ryssland           |
| MV   | 35 | Denis Polovnikov         | Ryssland           |
| F    | 4  | Andrej Klabukov          | Ryssland           |
| F    | 2  | Petteri Lampinen         | Finland            |
| F    | 3  | Kirill Jelsukov          | Ryssland Kazakstan |
| F    | 5  | Konstantin Poskrjobysjev | Ryssland           |
| F    | 19 | Pavel Tjarusjin          | Ryssland           |
| F    | 93 | Denis Sadakov            | Ryssland Kazakstan |
| MF   | 10 | Andrej Morokov           | Ryssland Kazakstan |
| MF   | 12 | Denis Slautin            | Ryssland Kazakstan |
| MF   | 15 | Dmitrij Jevtiusjin       | Ryssland           |
| MF   | 26 | Ivan Bojko               | Ryssland           |
| MF   | 31 | Alexandr Ronzjin         | Ryssland           |
| MF   | 51 | Dmitrij Lykov            | Ryssland           |
| MF   | 77 | Jevgenij Perevosjtjikov  | Ryssland           |
| MF   | 89 | Dmitrij Pavlovskij       | Ryssland           |
| FW   | 7  | Vjatjeslav Bronnikov     | Ryssland Kazakstan |
| FW   | 9  | Oleg Pivovarov           | Ryssland           |
| FW   | 21 | Igor Larionov            | Ryssland           |
| FW   | 25 | Sergej Perminov          | Ryssland           |
| FW   | 99 | Sergej Obuchov           | Ryssland           |